# Rwanda na Mistrzostwach Świata w Lekkoatletyce 2011
Rwanda na Mistrzostwach Świata w Lekkoatletyce 2011 była reprezentowana przez 2 zawodników – 1 kobietę i 1 mężczyznę.

## Wyniki reprezentantów Rwandy

### Mężczyźni

#### Konkurencje biegowe
| Konkurencja    | Zawodnik        | Runda 1  | Runda 1 | Runda 2  | Runda 2 | Półfinał | Półfinał | Finał    | Finał   |
| Konkurencja    | Zawodnik        | Rezultat | Pozycja | Rezultat | Pozycja | Rezultat | Pozycja  | Rezultat | Pozycja |
| -------------- | --------------- | -------- | ------- | -------- | ------- | -------- | -------- | -------- | ------- |
| Bieg na 5000 m | Sylvain Rukundo |          |         |          |         | 13:58,92 | 28       | NQ       | NQ      |

### Kobiety

#### Konkurencje biegowe
| Konkurencja | Zawodniczka           | Runda 1  | Runda 1 | Runda 2  | Runda 2 | Półfinał | Półfinał | Finał    | Finał   |
| Konkurencja | Zawodniczka           | Rezultat | Pozycja | Rezultat | Pozycja | Rezultat | Pozycja  | Rezultat | Pozycja |
| ----------- | --------------------- | -------- | ------- | -------- | ------- | -------- | -------- | -------- | ------- |
| Maraton     | Epiphanie Nyirabarame |          |         |          |         |          |          | DNF      | DNF     |